# Swepsonville
Swepsonville – miasto w Stanach Zjednoczonych, w stanie Karolina Północna, w hrabstwie Alamance.